# 오영탁
오영탁(吳永鐸, 1966년 5월 19일 ~ )은 대한민국 충청북도의회 의원이다.

## 학력
- 단양초등학교
- 단양중학교
- 단양공업고등학교 인문과 졸업
- 대원대학교 세무경영과 졸업

## 경력
- 2006.07 ~ 2010.06 : 제5대 단양군의회 의원

```
- 2006.07 ~ 2008.06 : 제5대 단양군의회 전반기 부의장
```

- 2010.07 ~ 2014.06 : 제6대 단양군의회 의원

```
- 2010.07 ~ 2012.06 : 제6대 단양군의회 전반기 의장
```

- 2014.07 ~ 2018.04 : 제7대 단양군의회 의원
- 2018.07 ~ 2022.06: 제11대 충청북도의회 의원
  - 충청북도의회 제11대 전반기 의회운영위원회 위원
  - 충청북도의회 제11대 전반기 윤리특별위원회 위원
  - 충청북도의회 제11대 전반기 예산결산특별위원회 위원
  - 충청북도의회 제11대 전반기 건설환경소방위원회 위원
  - 충청북도의회 제11대 후반기 미세먼지대책특별위원회 위원
  - 충청북도의회 제11대 후반기 행정문화위원회 위원
  - 충청북도의회 제11대 후반기 부의장
- 2022.07 ~ : 제12대 충청북도의회 의원
  - 충청북도의회 제12대 전반기 의회운영위원회 위원
  - 충청북도의회 제12대 전반기 행정문화위원회 위원
  - 충청북도의회 제12대 예산결산특별위원회 위원
  - 제12대 충청북도의회 (재)충북문화재단대표이사후보자인사청문특별위원회 위원
  - 제12대 충청북도의회 후반기 행정문화위원회 위원
- 2023.11 ~ 2025.07: 국민의힘 충북도당 부위원장

## 역대 선거 결과
|  | 11.81% |

|  | 24.45% |

|  | 21.09% |

|  | 51.69% |

|  | 62.03% |